# آبشار دوون
آبشار دوون (به انگلیسی: Devon Falls) آبشاری است که در سری‌لانکا واقع شده و ارتفاع کلی ریزشگاه آن ۹۷ متر است.